# Parco della Mondialità
(Versi scolpiti in prossimità dell’ingresso del parco di Padre Aurelio Cannizzaro, fondatore del parco)
Il parco della Mondialità, a Reggio Calabria, sorge nei pressi di  piazza Madonna della Grazia nel quartiere di Gallico Superiore. Ospita strutture cementizie rappresentanti le principali grandi culture e religioni della terra.
Ideato e fondato da padre Aurelio Cannizzaro, nato a Palmi, primo missionario nelle isole Mentawai (Indonesia). Attualmente è gestito da una comunità di padri membri della  Pia Società di San Francesco Saverio per le missioni estere (Padri Saveriani). È un parco assai singolare, di notevole interesse culturale e religioso, costruito utilizzando i materiali più variegati recuperati da aree in demolizione in Reggio, con incredibile fantasia e creatività. Si tratta infatti di un'opera rilevante anche dal punto di vista turistico oltre che spirituale.

## Il parco
Il parco della Mondialità si sviluppa intorno ad un santuario in Gallico Superiore, si estende su una superficie di cinque ettari ed è ricco di ridenti angoli per il riposo, con laghetti e fontane.
Entrando vi sono cartelli che specificano la natura, la storia e gli scopi del Parco sul tema della fratellanza umana.
Oltre, vi sono strutture cementizie rappresentanti le grandi culture e religioni dei popoli della terra: un teatro greco, capace di 800 posti a sedere (con manifestazioni culturali estive). Una casa araba rappresentante la cultura e la religione islamica. Un tucul africano per le culture e religioni dell'Africa. Una piramide per le grandi culture antiche. Un candelabro a 7 bracci (Menorah) per la religione ebraica ed una Pagoda per le culture e religioni asiatiche.
Al centro vi è la grotta della natività (il presepio dei popoli).
Lungo il  viale della Redenzione continua a svolgersi il tema della presenza e della missione di Cristo nel mondo. Sul lato sinistro della via vi sono dei grandi massi sui quali sono sistemate delle formelle in bronzo della Via Crucis. Le sembianze del Cireneo sono quelle del fondatore del parco:  P.Cannizzaro. Con un effetto scenico eccezionale, in cima alla strada su un rialzo(il monte calvario) è raffigurato il Crocifisso e le pie donne.
Superato il Calvario, su un secondo monte si può ammirare la raffigurazione della "Ascensione": la concretizzazione di figure sulla collinetta (Gesù che dà il mandato agli Apostoli: "Andate in tutto il mondo...". Sotto questa struttura vi è una sala multiuso ed antistante, separata da un muro scorrevole, una cappellina con Altare. La scena è coinvolgente e quasi drammatica.
Seguendo l'itinerario in basso, in una depressione del suolo, è raffigurata la Pentecoste con gli apostoli, uno dei quali ha le sembianze del fondatore del complesso.
In cima al parco sono ancora visibili i ruderi dell'antico  monastero di S.Domenica de Dromo e forse anche dell'antico santuario della Madonna distrutto dal terremoto del 1908.

## Eventi
- Estate 2009 - Promosso dall'Assessorato alle politiche sociali del Comune di Reggio Calabria e realizzato da "AmoReggio" e "Voce Amica" ha preso il via il C.R.E.S (centro ricreativo estivo per minori) rivolte ai bambini/e in età 6 anni, e ragazzi/e in età 14 anni.
- Nel mese di luglio, il teatro greco del parco della Mondialità ospita l'evento canoro "Giovani Voci" giunto nel 2012 all'ottava edizione.